# Rafael Câmara
Rafael Chaves Câmara (Recife, 5 de maio de 2005) é um automobilista brasileiro que atualmente disputa o Campeonato de Fórmula 3 da FIA pela equipe Trident.
Câmara foi campeão europeu de Fórmula Regional em 2024, pilotando pela equipe Prema Racing e campeão do Campeonato de Fórmula 3 da FIA em 2025 com a equipe Trident. Ele é membro da Ferrari Driver Academy.

## Biografia
Rafael Chaves Câmara nasceu em 5 de maio de 2005 no bairro Boa Viagem, em Recife, Pernambuco. Filho do advogado Amaro Câmara e da empresária Paula Chaves. A avó materna de Câmara, Niége Rossiter, foi a pioneira no automobilismo recifense durante a década de 1960.

## Carreira

### Cartismo
Câmara começou no kart em 2014, onde disputou a Copa Brasil de Kart. Ele logo se mudaria para competições internacionais, obtendo sucesso particularmente em 2019, ao terminar em segundo no Campeonato Mundial de Kart, pilotando na classe OK Junior pela Forza Racing. Tendo terminado em quinto lugar no Campeonato Europeu durante seu primeiro ano no cartismo sênior, Câmara encerraria sua carreira no kart em 2021 ao vencer várias categorias, como a WSK Champions Cup e a WSK Super Master Series, além de assumir o status de vice-campeão no Campeonato Europeu.

### Fórmulas inferiores
Em 2022, Câmara fez sua estreia nos monopostos, disputando o Campeonato de Fórmula 4 dos Emirados Árabes Unidos com a equipe Prema Racing. Tendo perdido a rodada de abertura devido à pandemia de COVID-19, Câmara conquistou seu primeiro pódio na segunda rodada em Dubai, antes de alcançar seu primeiro par de vitórias em corridas de carros no mesmo local no fim de semana seguinte. A penúltima prova da campanha trouxe ainda mais sucesso, já que o brasileiro venceu três das quatro corridas, colocando-se na disputa pelo título antes do final da temporada. Apesar de vencer a Corrida 1 em Yas Marina, uma desistência na terceira corrida devido a uma colisão garantiu o título ao companheiro de equipe Charlie Wurz, com Câmara terminando em segundo na classificação geral.
Sua campanha principal seria na Europa, onde ele estaria pilotando nas categorias italiana de Fórmula 4 e ADAC Fórmula 4, em parceria com Wurz, Andrea Kimi Antonelli, Conrad Laursen e o colega membro da Ferrari Driver Academy James Wharton na Prema. A temporada no campeonato alemão começou forte, com dois segundos lugares e uma vitória na Corrida 3 em Spa-Francorchamps deram a Câmara a liderança do campeonato. A vitória escapou nas duas rodadas seguintes, embora o brasileiro tenha conseguido consolidar seu lugar como o adversário mais próximo do favorito ao título, Antonelli, com dois pódios em Hockenheim e Zandvoort, respectivamente. No entanto, seu desafio pelo campeonato foi frustrado antes da próxima rodada em Nürburgring, pois outra a pandemia forçou Câmara a perder o evento. Ele terminou a campanha com duas poles e pódios na segunda ronda de Nürburgring, que garantiu a Câmara o título de estreante e o terceiro na classificação geral.
Na Itália, Câmara teve um início de campanha competitivo, herdando a vitória na abertura da temporada em Ímola, quando o líder da corrida, Antonelli, sofreu uma falha na caixa de câmbio nas últimas voltas. Outra vitória se seguiu em Misano, onde o piloto provou seu oportunismo ao ultrapassar seu companheiro de equipe italiano no reinício do carro de segurança, que foi seguido por outro fim de semana impressionante em Spa, onde, depois de perder a pole position na Corrida 3, Câmara recuperou o terceiro lugar antes da bandeira quadriculada. Mais pódios vieram em Vallelunga e no Red Bull Ring, antes de Câmara experimentar seu primeiro e único evento sem pódio do ano em Monza. Ele terminou sua temporada em terceiro no campeonato, ficando atrás de Alex Dunne na rodada final após uma colisão com o irlandês na primeira curva.

### Fórmula Regional
Tendo testado com a Prema Racing no final de 2022, Câmara avançaria para o Campeonato de Fórmula Regional Europeia com a equipe no ano seguinte, pilotando ao lado de Antonelli e do veterano da categoria Lorenzo Fluxá. Antes de sua campanha principal, Câmara fez a temporada completa no Campeonato de Fórmula Regional do Oriente Médio de 2023 com a Mumbai Falcons.
Câmara permaneceu com a Prema Racing para a temporada da Fórmula Regional de 2024. Ele ganhou o título em Barcelona com uma rodada de antecedência. Além disso, Câmara competiu na temporada da Fórmula Regional de 2024, enquanto permanecia com a equipe Mumbai Falcons na Fórmula Regional do Oriente Médio. Ele terminou em terceiro no campeonato e venceu duas corridas.

### Fórmula 3
Câmara foi promovido ao Campeonato de Fórmula 3 da FIA em 2025 com a equipe Trident, ao lado de Charlie Wurz e do rival da Fórmula Regional, Noah Strømsted.
Câmara conquistou o título do campeonato com uma etapa de antecedência, após terminar em primeiro na corrida principal em Hungaroring. Ele é o primeiro piloto a conseguir tal feito no Campeonato de Fórmula 3 da FIA. Ele também se tornou o primeiro campeão estreante desde o compatriota Gabriel Bortoleto em 2023, e o quarto campeão estreante no campeonato.

### Fórmula 1
Em 2022, Câmara ingressou na academia de pilotos da Ferrari, a Ferrari Driver Academy (FDA), ao lado de Oliver Bearman, após competir na Final Mundial de Escotismo da FDA.

## Registros na carreira

### Sumário da carreira no cartismo
| Temporada | Categoria                                       | Equipe                    | Classificação |
| --------- | ----------------------------------------------- | ------------------------- | ------------- |
| 2014      | Florida Winter Tour – Rotax Micro Max           |                           | 14.°          |
| 2014      | Copa Brasil de Kart – Cadete                    |                           | 15.°          |
| 2015      | Florida Winter Tour – Rotax Micro Max           |                           | 7.°           |
| 2016      | WSK Super Master Series — 60 Mini               | Energy Corse              | 47.°          |
| 2016      | Rotax Max Challenge Grand Finals — Mini Max     |                           | 14.°          |
| 2017      | WSK Champions Cup — 60 Mini                     | Birel ART Racing          | NC            |
| 2017      | WSK Super Master Series — 60 Mini               | Birel ART Racing          | 5.°           |
| 2017      | WSK Final Cup — OKJ                             | Kosmic Racing Departement | 32.°          |
| 2017      | Rotax Max Challenge Grand Finals — Rotax Junior |                           | NC            |
| 2018      | WSK Champions Cup — OKJ                         | Kosmic Racing Departement | 33.°          |
| 2018      | South Garda Winter Cup – OKJ                    | Kosmic Racing Departement | 34.°          |
| 2018      | WSK Super Master Series — OKJ                   | Kosmic Racing Departement | 37.°          |
| 2018      | WSK Open Cup – OKJ                              | Kosmic Racing Departement | 4.°           |
| 2018      | CIK-FIA European Championship — OKJ             | Kosmic Racing Departement | 15.°          |
| 2018      | CIK-FIA World Championship — OKJ                | Kosmic Racing Departement | 42.°          |
| 2018      | Copa Final WSK — OKJ                            | Birel ART Racing          | 11.°          |
| 2019      | WSK Champions Cup — OKJ                         | Birel ART Racing          | NC            |
| 2019      | South Garda Winter Cup – OKJ                    | Birel ART Racing          | 83.°          |
| 2019      | WSK Super Master Series — OKJ                   | Birel ART Racing          | 10.º          |
| 2019      | WSK Euro Series — OKJ                           | Baby Race Driver Academy  | 16.º          |
| 2019      | Coupe de France – OKJ                           |                           | 19.°          |
| 2019      | CIK-FIA European Championship — OKJ             | Birel ART Racing          | 24.°          |
| 2019      | CIK-FIA World Championship — OKJ                | Forza Racing              | 2.º           |
| 2019      | WSK Open Cup – OK                               | Forza Racing              | 53.º          |
| 2019      | WSK Final Cup — OK                              | Forza Racing              | 14.º          |
| 2020      | WSK Champions Cup — OK                          | Forza Racing              | 11.º          |
| 2020      | South Garda Winter Cup – OK                     | Forza Racing              | 15.º          |
| 2020      | WSK Super Master Series — OK                    | Forza Racing              | 8.º           |
| 2020      | CIK-FIA World Championship — OK                 | Forza Racing              | 5.º           |
| 2020      | WSK Euro Series — OK                            | Forza Racing              | 8.º           |
| 2020      | Campeões do Futuro – OK                         | Forza Racing              | 3.º           |
| 2020      | Campeonato Mundial CIK-FIA — OK                 | Forza Racing              | 25.º          |
| 2021      | Copa dos Campeões WSK — OK                      | KR Motorsport Srl         | 1.º           |
| 2021      | WSK Euro Series — OK                            | KR Motorsport Srl         | 18.º          |
| 2021      | Série WSK Super Master — OK                     | KR Motorsport Srl         | 1.º           |
| 2021      | Campeonato Europeu CIK-FIA — OK                 | KR Motorsport Srl         | 2.º           |
| 2021      | Campeões do Futuro – OK                         | KR Motorsport Srl         | 1.º           |
| 2021      | Campeonato Mundial CIK-FIA — OK                 | KR Motorsport Srl         | 35.º          |
| Fontes:   |                                                 |                           |               |

### Resultados no Campeonato Europeu de Karting CIK-FIA
(legenda) (Corridas em negrito indicam pole position; corridas em itálico indicam volta mais rápida)
| Ano  | Equipe                    | Categoria | 1         | 2          | 3         | 4        | 5          | 6        | 7         | 8        | Pontos | Class. |
| ---- | ------------------------- | --------- | --------- | ---------- | --------- | -------- | ---------- | -------- | --------- | -------- | ------ | ------ |
| 2018 | Kosmic Racing Departement | OKJ       | SAR QH 24 | SAR R 23   | PFI QH 7  | PFI R 5  | AMP QH 13  | AMP R 17 | LEM QH 15 | LEM R 15 | 16     | 14.º   |
| 2019 | Birel ART Racing          | OKJ       | ANG QH 33 | ANG R 15   | GEN QH 15 | GEN R 15 | KRI QH 11  | KRI R 30 | LEM QH 9  | LEM R 10 | 10     | 24.º   |
| 2020 | Forza Racing              | OK        | ZUE QH 34 | ZUE R (10) | SAR QH 15 | SAR R 5  | WAC QH 3   | WAC R 2  |           |          | 39     | 5.º    |
| 2021 | KR Motorsport             | OK        | GEN QH 2  | GEN R 1    | AUB QH 3  | AUB R 2  | SAR QH (8) | SAR R 29 | ZUE QH 6  | ZUE R 4  | 80     | 2.º    |

### Sumário da carreira automobilística
| Temporada | Categoria                            | Equipe                        | Corrida | Vitórias | Poles | V.M.R. | Pódios | Pontos | Classificação |
| --------- | ------------------------------------ | ----------------------------- | ------- | -------- | ----- | ------ | ------ | ------ | ------------- |
| 2022      | Fórmula 4 dos Emirados Árabes Unidos | Prema Racing                  | 16      | 6        | 4     | 5      | 8      | 210    | 2.°           |
| 2022      | Fórmula 4 Italiana                   | Prema Racing                  | 20      | 2        | 4     | 3      | 10     | 239    | 3.°           |
| 2022      | ADAC Fórmula 4                       | Prema Racing                  | 12      | 1        | 2     | 2      | 9      | 193    | 3.°           |
| 2023      | Fórmula Regional do Oriente Médio    | Mumbai Falcons Racing Limited | 15      | 0        | 0     | 0      | 6      | 131    | 3.°           |
| 2023      | Fórmula Regional Europeia            | Prema Racing                  | 20      | 2        | 3     | 1      | 5      | 173    | 5.°           |
| 2024      | Fórmula Regional do Oriente Médio    | Mumbai Falcons Racing Limited | 15      | 2        | 1     | 2      | 2      | 128    | 3.°           |
| 2024      | Fórmula Regional Europeia            | Prema Racing                  | 20      | 7        | 7     | 7      | 12     | 309    | 1.°           |
| 2025      | Fórmula 3                            | Trident                       | 17      | 4        | 5     | 3      | 5      | 156*   | 1.°*          |

* Temporada ainda em andamento.

### Resultados na Fórmula 4 Emiradense
(legenda) (Corridas em negrito indicam pole position; corridas em itálico indicam volta mais rápida)
| Ano  | Equipe       | 1      | 2      | 3      | 4      | 5         | 6         | 7        | 8        | 9      | 10       | 11       | 12       | 13     | 14       | 15       | 16       | 17     | 18     | 19         | 20        | Pontos | Class. |
| ---- | ------------ | ------ | ------ | ------ | ------ | --------- | --------- | -------- | -------- | ------ | -------- | -------- | -------- | ------ | -------- | -------- | -------- | ------ | ------ | ---------- | --------- | ------ | ------ |
| 2022 | Prema Racing | YMC1 1 | YMC1 2 | YMC1 3 | YMC1 4 | DUB1 1 17 | DUB1 2 12 | DUB1 3 9 | DUB1 4 3 | DUB2 1 | DUB2 2 4 | DUB2 3 1 | DUB2 4 7 | DUB3 1 | DUB3 2 1 | DUB3 3 9 | DUB3 4 1 | YMC2 1 | YMC2 2 | YMC2 3 Ret | YMC2 4 24 | 210    | 2.º    |

### Resultados na Fórmula Regional do Oriente Médio
(legenda) (Corridas em negrito indicam pole position; corridas em itálico indicam volta mais rápida)
| Ano  | Equipe                        | 1        | 2          | 3          | 4          | 5        | 6          | 7        | 8          | 9        | 10       | 11        | 12        | 13       | 14        | 15       | Pontos | Class. |
| ---- | ----------------------------- | -------- | ---------- | ---------- | ---------- | -------- | ---------- | -------- | ---------- | -------- | -------- | --------- | --------- | -------- | --------- | -------- | ------ | ------ |
| 2023 | Mumbai Falcons Racing Limited | DUB1 1 5 | DUB1 2 5   | DUB1 3 4   | KUW1 1 18† | KUW1 2 3 | KUW1 3 Ret | KUW2 1 2 | KUW2 2 Ret | KUW2 3 2 | DUB2 1 2 | DUB2 2 23 | DUB2 3 16 | ABU 1 3  | ABU 2 11  | ABU 3    | 131    | 3.°    |
| 2024 | Mumbai Falcons Racing Limited | YMC1 1 5 | YMC1 2 Ret | YMC1 3 Ret | YMC2 1 4   | YMC2 2 6 | YMC2 3 13  | DUB1 1 4 | DUB1 2 5   | DUB1 3 1 | YMC3 1 9 | YMC3 2 1  | YMC3 3 6  | DUB2 1 4 | DUB2 2 13 | DUB2 3 8 | 118    | 3.°    |

† – Piloto não concluiu a corrida, mas foi classificado, pois percorreu mais de 90% do percurso.

### Resultados na Fórmula Regional Européia
(legenda) (Corridas em negrito indicam pole position; corridas em itálico indicam volta mais rápida)
| Ano  | Equipe       | 1       | 2         | 3        | 4       | 5       | 6        | 7       | 8       | 9       | 10      | 11      | 12       | 13    | 14        | 15        | 16       | 17      | 18        | 19      | 20      | Pontos | Class. |
| ---- | ------------ | ------- | --------- | -------- | ------- | ------- | -------- | ------- | ------- | ------- | ------- | ------- | -------- | ----- | --------- | --------- | -------- | ------- | --------- | ------- | ------- | ------ | ------ |
| 2023 | Prema Racing | IMO 1 3 | IMO 2 Ret | CAT 1 11 | CAT 2 6 | HUN 1 7 | HUN 2 10 | SPA 1   | SPA 2 5 | MUG 1 6 | MUG 2   | LEC 1 8 | LEC 2 12 | RBR 1 | RBR 2 Ret | MNZ 1 Ret | MNZ 2    | ZAN 1 7 | ZAN 2 Ret | HOC 1 4 | HOC 2 4 | 173    | 5.°    |
| 2024 | Prema Racing | HOC 1   | HOC 2     | SPA 1    | SPA 2 1 | ZAN 1 2 | ZAN 2 1  | HUN 1 3 | HUN 2 6 | MUG 1 5 | MUG 2 5 | LEC 1   | LEC 2 6  | IMO 1 | IMO 2 9   | RBR 1 11  | RBR 2 16 | CAT 1 3 | CAT 2 4   | MNZ 1 2 | MNZ 2 1 | 309    | 1.°    |

### Resultados na Fórmula 3
(legenda) (Corridas em negrito indicam pole position; corridas em itálico indicam volta mais rápida)
| Ano  | Equipe  | 1           | 2         | 3          | 4         | 5          | 6         | 7         | 8           | 9           | 10        | 11        | 12        | 13        | 14         | 15        | 16        | 17      | 18      | 19      | 20      | Pontos | Class. |
| ---- | ------- | ----------- | --------- | ---------- | --------- | ---------- | --------- | --------- | ----------- | ----------- | --------- | --------- | --------- | --------- | ---------- | --------- | --------- | ------- | ------- | ------- | ------- | ------ | ------ |
| 2025 | Trident | MEL SPR Ret | MEL FEA 1 | BHR SPR 12 | BHR FEA 1 | IMO SPR 11 | IMO FEA 3 | MON SPR 7 | MON FEA Ret | CAT SPR Ret | CAT FEA 1 | RBR SPR 9 | RBR FEA 5 | SIL SPR 8 | SIL FEA 22 | SPA SPR 5 | SPA FEA C | HUN SPR | HUN FEA | MNZ SPR | MNZ FEA | 126*   | 1°*    |

* Temporada ainda em andamento.